# 日産プリンス松本販売
日産プリンス松本販売株式会社（にっさんプリンスまつもとはんばい）とは、長野県松本市鎌田に本社のある、日産自動車の販売会社である。

## 沿革
1952年9月27日 - 日産プリンス松本販売設立

## 事業所
- 松本店/松本市鎌田1-16-1
- 大町店/大町市常盤貝原6906
- 諏訪店/長野県諏訪市四賀348-3
- 伊那店/上伊那郡南箕輪村7402-1
- 営業本部/松本市鎌田1-16-1
- 管理本部/松本市鎌田1-16-1
- サービス部/松本市鎌田1-16-1
- 松本中古車センター/松本市鎌田1-16-1